# Kevin Jensen
Kevin Alexander Jensen, född 15 juni 2001, är en svensk fotbollsspelare som spelar för Landskrona BoIS.

## Klubblagskarriär
Kevin Jensens moderklubb är Billeberga GIF.

### Landskrona BoIS
Som tolvåring tog han klivet till Landskrona BoIS, för vilka han A-lagsdebuterade som 15-åring i en 10-1-seger mot Helsingborg Östra IF i DM den 16 maj 2017. Efter att ha gjort två mål i sin debutmatch skrev Jensen samma sommar på ett treårskontrakt med Landskrona BoIS.
Samma höst vann Landskrona BoIS Division 1 Södra och året därpå fick Jensen göra sin tävlingsdebut. I 2-0-segern mot IFK Värnamo den 28 april 2018 stod han för ett sent inhopp och gjorde därmed sitt första framträdande  i Superettan. Totalt blev det sex seriematcher för Jensen när Landskrona BoIS åkte ur Superettan 2018.
Den efterföljande säsongen fick Kevin Jensen sitt stora genombrott. Han stod för åtta mål på 25 matcher och utsågs till Årets Talang i division 1-fotbollen 2019, när hans Landskrona förlorade i kvalet till Superettan mot Östers IF. Efter säsongens slut ryktades han till allsvenska Helsingborgs IF men valde att stanna i det Landskrona BoIS som han tidigare under året förlängt sitt kontrakt till och med 2021 med.
Säsongen 2020 stod Jensen för ännu en imponerande säsong, med sju mål på 26 matcher, när hans Landskrona BoIS nådde en ny andraplats i Ettan Södra och därefter besegrade Dalkurd FF i kvalet till Superettan. Precis som året innan nominerades han också till Årets Talang i division 1-fotbollen men fick se sig slagen av Noah Shamoun.
Tillbaka i Superettan överraskade Landskrona BoIS expertisen genom att fajtas i toppen av serien. För Kevin Jensen innebar framfarten att han under sommaren 2021 kopplades samman med allsvenska Djurgårdens IF och Hammarby IF. Under hösten bekräftade även Djurgårdens IF att de varit i kontakt med Jensen.

### Kalmar FF
Den 2 december 2021 värvades Jensen av allsvenska Kalmar FF.

### Landskrona BoIS
Inför säsongen 2025 blev Jensen återigen klar för Landskrona BoIS.

## Landslagskarriär
Kevin Jensen debuterade för Sveriges P17-landslag i en landskamp mot Ungern den 8 februari 2018. Samlingen blev hans enda med P17-landslaget, för vilka han gjorde sammanlagt tre landskamper. Senare under året gjorde Jensen även sina två enda P19-landskamper.

## Personligt
Jensen är uppvuxen i Tågarp i Svalövs kommun. Han är supporter till Manchester City.

## Statistik
Uppdaterad 24 september 2021
| Klubb              | Säsong             | Liga               | Liga    | Liga | Nationell cup | Nationell cup | Ligacup | Ligacup | Internationell cup | Internationell cup | Övrigt  | Övrigt | Totalt  | Totalt |
| Klubb              | Säsong             | Division           | Matcher | Mål  | Matcher       | Mål           | Matcher | Mål     | Matcher            | Mål                | Matcher | Mål    | Matcher | Mål    |
| ------------------ | ------------------ | ------------------ | ------- | ---- | ------------- | ------------- | ------- | ------- | ------------------ | ------------------ | ------- | ------ | ------- | ------ |
| Landskrona BoIS    | 2018               | Superettan         | 6       | 0    | 0             | 0             | -       | -       | -                  | -                  | -       | -      | 6       | 0      |
| Landskrona BoIS    | 2019               | Division 1 Södra   | 25      | 8    | 0             | 0             | -       | -       | -                  | -                  | -       | -      | 25      | 8      |
| Landskrona BoIS    | 2020               | Ettan Södra        | 26      | 7    | 0             | 0             | -       | -       | -                  | -                  | -       | -      | 26      | 7      |
| Landskrona BoIS    | 2021               | Superettan         | 21      | 4    | 4             | 0             | -       | -       | -                  | -                  | -       | -      | 25      | 4      |
| Totalt i karriären | Totalt i karriären | Totalt i karriären | 78      | 19   | 4             | 0             | 0       | 0       | 0                  | 0                  | 0       | 0      | 82      | 19     |

## Meriter
Landskrona BoIS
- Andraplats i Division 1 Södra / Ettan Södra (2), 2019 och 2020.